# Palladius (Caesar)
Palladius (kh. 420 – tháng 6 năm 455) là Caesar (tiểu hoàng đế) của Đế quốc Tây La Mã trong vòng hai tháng năm 455, cùng cha là Petronius Maximus.

## Tiểu sử
Theo sử gia Hydatius, là con của Petronius Maximus và một người vợ cũ. Trong khoảng thời gian nửa sau của thập niên 430, có thể ông đã đảm nhận chức vụ pháp quan.
Tháng 3 năm 455, cha của ông trở thành hoàng đế sau cái chết của Valentinianus III. Petronius đã phong Palladius Caesar và cưới ông với Eudocia, con gái lớn của Valentinianus. Tuy nhiên, Eudocia đã được hứa hôn với Huneric, con của vua Vandal Genseric, người đã trả cướp phá thành Rôma. Petronius chết khi bị ném đá bởi một đám đông giận dữ vào tháng 4 năm 455, và có lẽ Palladius đã chia sẻ cùng số phận như cha